# Beinwil am See–Ägelmoos

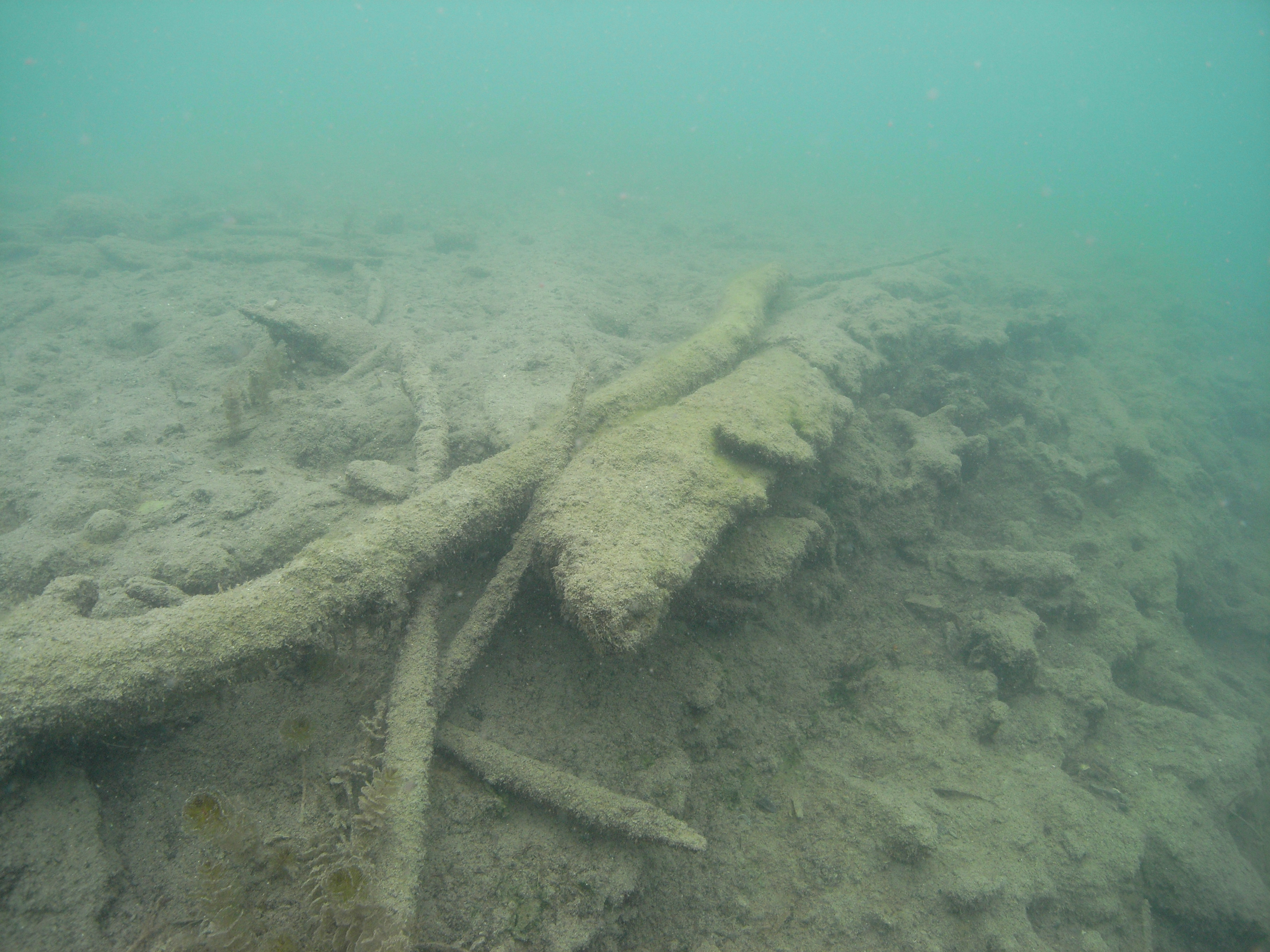
Haldensituation im Bereich der offen am Seegrund liegenden Kulturschicht im Jahr 2012

Beinwil am See–Ägelmoos ist ein archäologischer Fundplatz in Beinwil am See im Schweizer Kanton Aargau. Es handelt sich dabei um eine Seeufersiedlung (auch Pfahlbauerdorf oder Palafitte genannt), die vermutlich in der Jungstein-, Frühbronze- und Spätbronzezeit besiedelt war, d. h. im Zeitraum zwischen 4500 v. Chr. und 850 v. Chr. Die Siedlungsreste liegen heute (2019) im Hallwilersee vollständig unter Wasser. Als Schutzmassnahme wurden sie 2017 mit einer Geotextil- und einer Kies-Schicht zugedeckt. Seit 2011 ist der Fundplatz Teil des UNESCO-Welterbes «Prähistorische Pfahlbauten um die Alpen».

## Lage
Die Fundstelle liegt im Gebiet Ägelmoos bei Beinwil am See auf einer ufernahen Strandplatte, ungefähr einen Kilometer nördlich des Schiffsstegs von Beinwil am See am Westufer des Hallwilersees in einer Wassertiefe von ca. 80 cm bis 4 m. Die bis zu einen Meter dicken Kulturschichten erstrecken sich auf einer Fläche von rund 650 m².
Die Lage der Fundstelle Ägelmoos an einer steil abfallenden Halde im See führte zum Absacken des Seegrunds, wobei auch die archäologischen Schichten seewärts abrutschten. Dadurch treten sie nun an der Halde nahezu horizontal an die Oberfläche.

## Entdeckung, Prospektion und Schutzmassnahmen

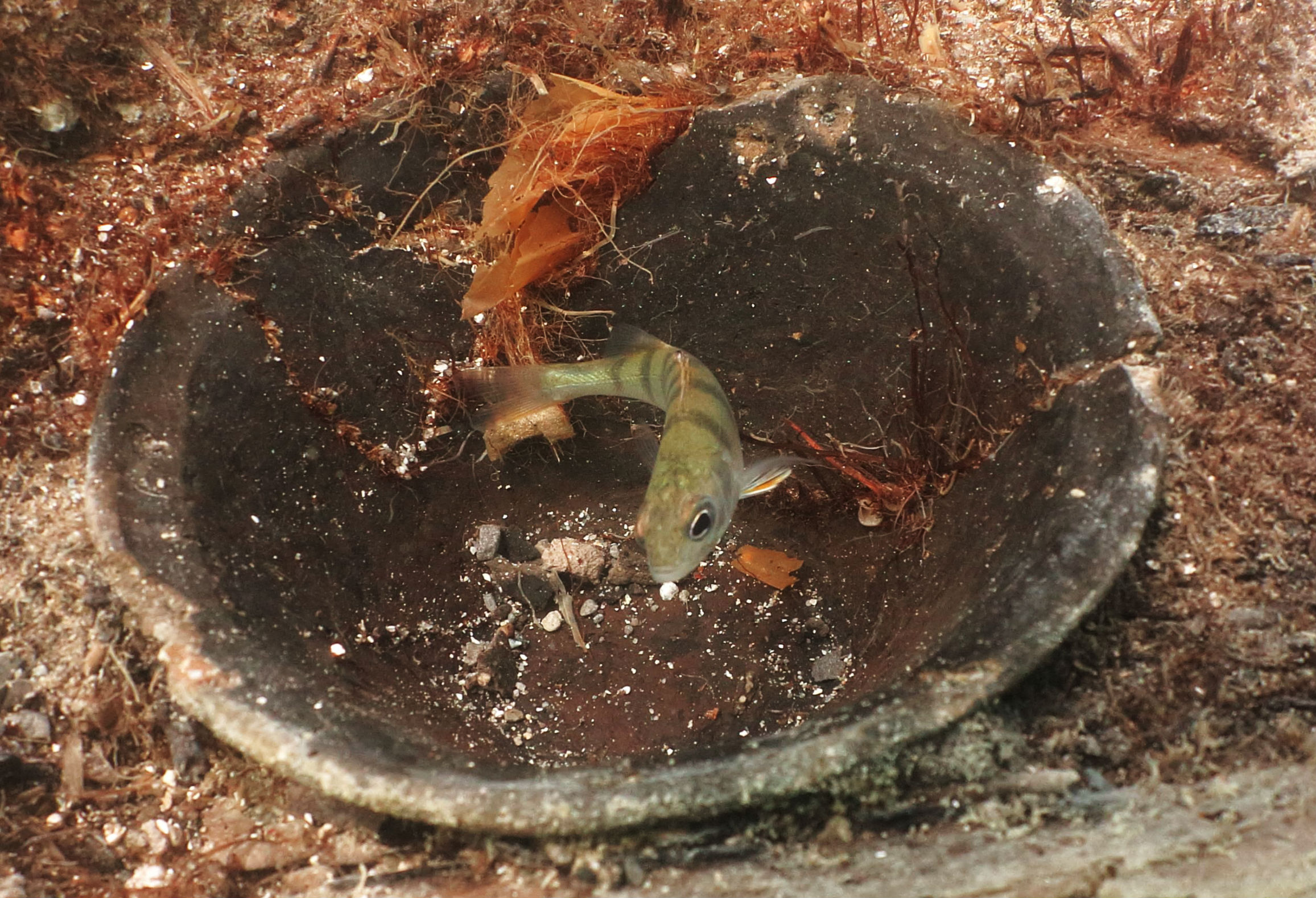
In die offenliegende Kulturschicht eingebettete, vollständig erhaltene Schale und Egli (Flussbarsch)

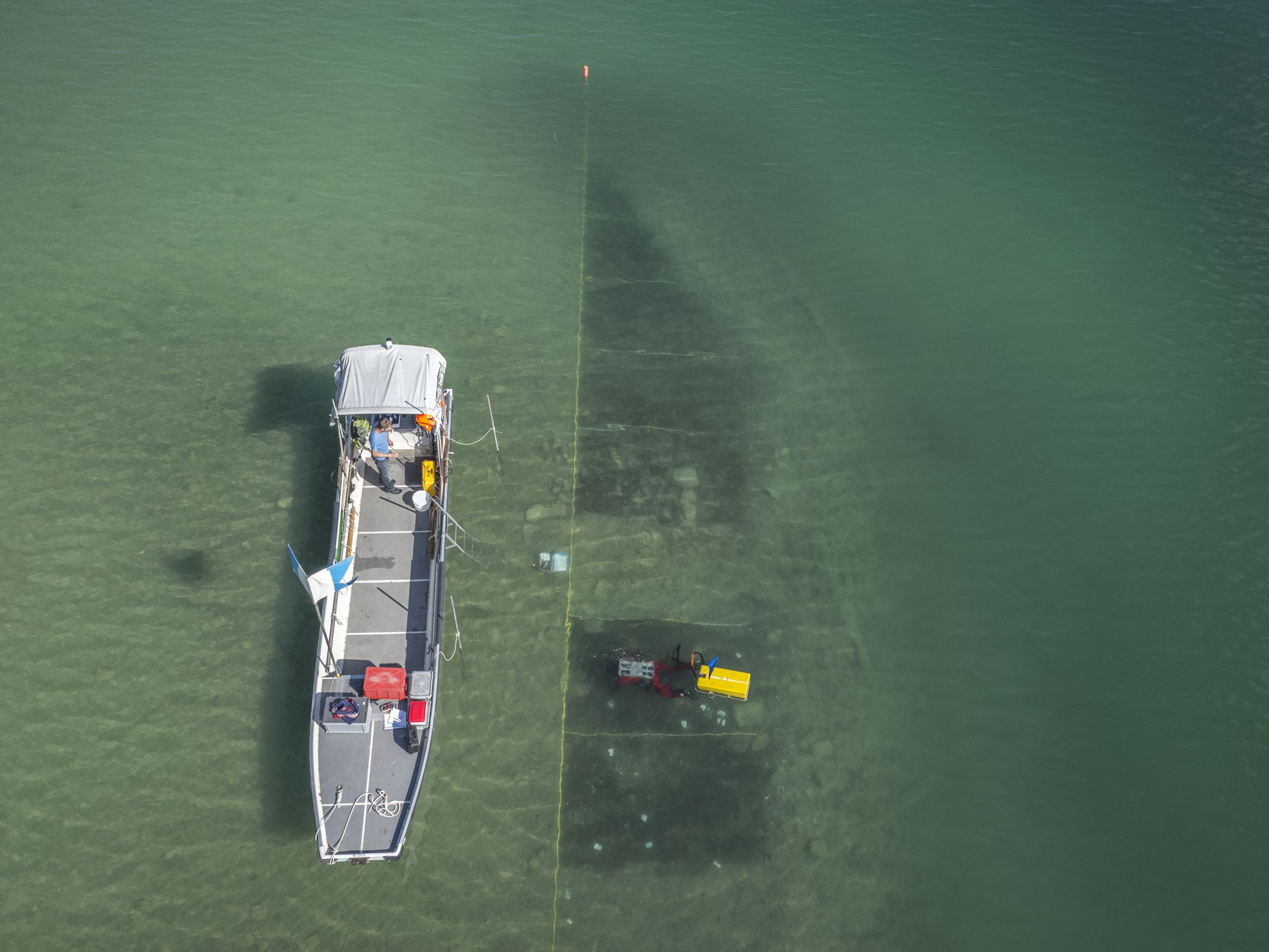
Oberflächendokumentation durch die Unterwasserarchäologie der Stadtarchäologie Zürich (UWAD) im Jahr 2017

Die Fundstelle wurde 1996 bei einer systematischen Untersuchung des Hallwilersees entdeckt.
In den Jahren 2000 bis 2016 wurden mehrere kleinere Untersuchungen an der Fundstelle vorgenommen, u. a. wurden Ausdehnung und Verlauf der Kulturschichten erfasst. Im Jahr 2005 wurde eine Erosionskontrolle durchgeführt, die die fortschreitende Zerstörung der archäologischen Fundschichten feststellte. Darüber hinaus wurden Gutachten zur Stabilität des Untergrunds und zur Gewässerökologie erstellt. Im Frühjahr 2015 fand eine digital gesteuerte Fächerlot-Vermessung statt, deren Daten eine wichtige Grundlage für die weiteren Arbeiten darstellten.
Bevor entsprechende Schutzmassnahmen durchgeführt werden konnten, mussten die oberflächlich sichtbaren archäologischen Strukturen festgehalten werden. Eine Tauchequipe der Stadtarchäologie Zürich dokumentierte deshalb 2016 und 2017 im Auftrag der Kantonsarchäologie Aargau die Oberfläche im stark gefährdeten Haldenbereich. Dabei wurden Funde geborgen, Holzproben für die dendrochronologische Datierung entnommen und das Terrain für die geplanten Schutzmassnahmen vorbereitet. Beim grössten Teil der Funde handelt es sich um oberflächlich aufliegende Streufunde ohne archäologischen Schichtkontext. Dennoch konnten anhand des Fundmaterials unterschiedliche Zeitstellungen ausgemacht werden.
Das archäologische Büro Terramare führte weitgehend die eigentlichen Schutzmassnahmen durch: Die Fundstelle wurde 2017 mit einem Geotextil abgedeckt und auf diese Geotextil-Schicht eine 20 cm dicke Kies-Schicht geschüttet. So soll der nun dokumentierte Status auch für kommende Generationen erhalten bleiben und in Zukunft weitere Untersuchungen ermöglichen – eventuell mit neuen Methoden.
Verschiedene Funde werden heute (2019) im Museum Burghalde in Lenzburg ausgestellt.

## Funde und Datierung

### Jungsteinzeit

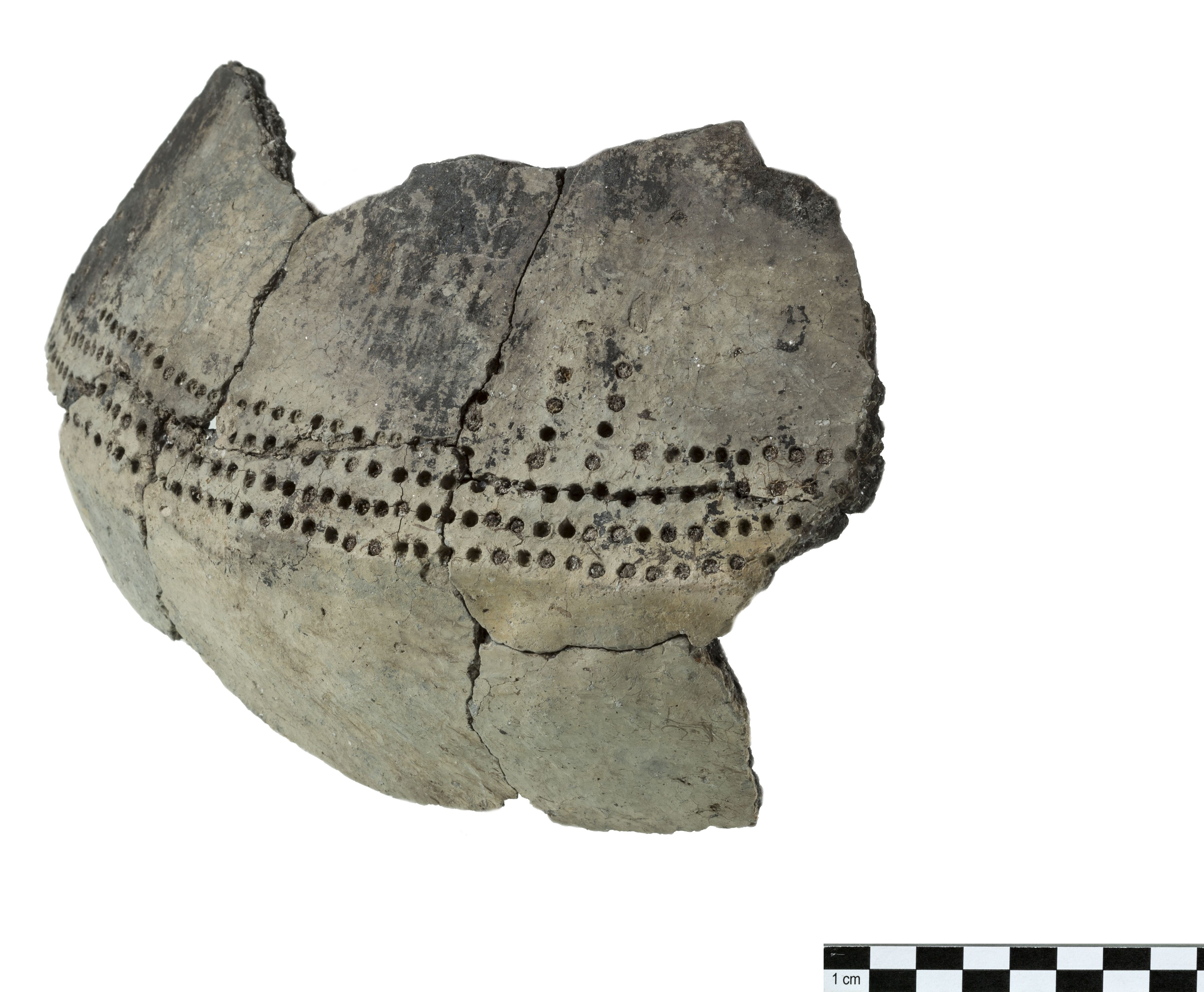
Wandscherbe eines grossen Topfs aus der Jungsteinzeit mit typischen Merkmalen der Bruebach-Oberbergen-Kultur

Im Jahr 2000 wurde eine grosse verzierte Scherbe der jungsteinzeitlichen Bruebach-Oberbergen-Kultur an der Oberfläche entdeckt, die typisch für das südliche Oberrhein-Gebiet um 4200 v. Chr. ist. Sie zeigt somit eine mögliche Verbindung nach Norden in dieser Zeit, vergleichbar mit vereinzelten Funden in verschiedenen anderen Seeufersiedlungen im Wauwilermoos (Egolzwil) und in Zürich. Eine weitere Scherbe des 5. Jt. v. Chr. wurde bei Aufsammlungen 2016 gefunden. Beinwil am See-Ägelmoos könnte somit zu den frühesten Seeufersiedlungen des Schweizer Mittellandes gehören.

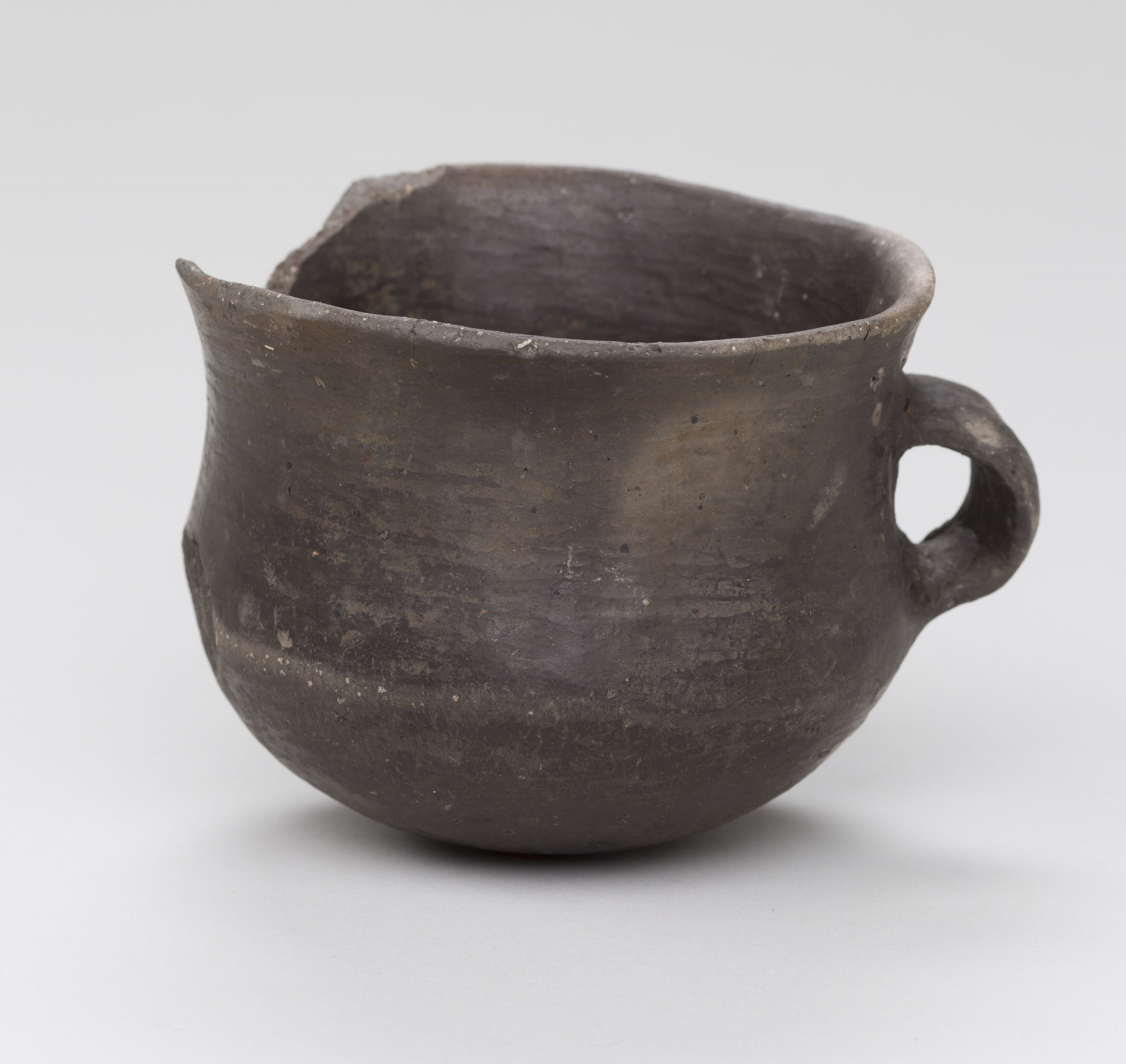
Tasse aus der Frühbronzezeit

### Frühbronzezeit
Der grösste Anteil an Funden, die an der Oberfläche geborgen wurden, stammt aus der Frühbronzezeit. Dieses Fundmaterial ist typologisch sehr einheitlich und kann in die Zeit um 1640 v. Chr. datiert werden. Die frühbronzezeitliche Siedlung bestand vermutlich nur einige Jahrzehnte, worauf Typologie und Stratigraphie schliessen lassen. Die Keramik aus dieser Epoche ist relativ gut erhalten: Sie zeigt kaum Sinterspuren, die Scherben sind relativ gross und haben zum Teil neue Brüche und an Kochtopffragmenten klebt häufig noch angebrannter Brei.

### Spätbronzezeit
Die spätbronzezeitliche Keramik ist deutlich weniger einheitlich als die frühbronzezeitliche. Typologisch liegt der Schwerpunkt um 1000 v. Chr. Auch weitere Bronzefunde wie ein Bronzemesser, eine Bronzenadel und Angelhaken stammen in etwa aus dieser Zeit. Die beiden bisher vorliegenden Dendrodaten (1046 und 1056 v. Chr.) dürften dagegen nur den Beginn der spätbronzezeitlichen Besiedlung datieren. Im Gegensatz zum frühbronzezeitlichen Material zeigt das spätbronzezeitliche häufig Sinterauflagerungen, ist oberflächlich erodiert und hat verrundete Kanten.

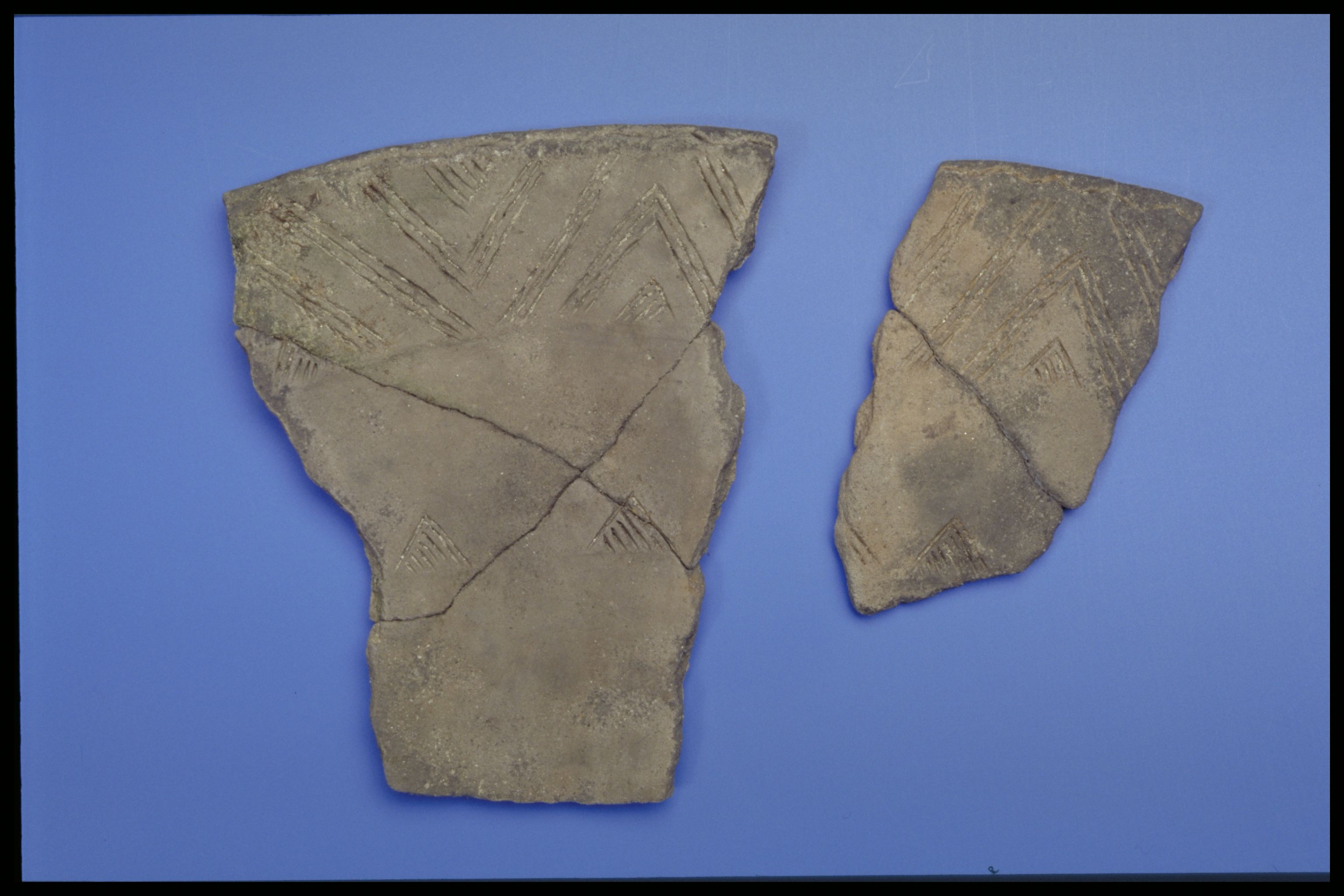
Verzierte, spätbronzezeitliche Keramik
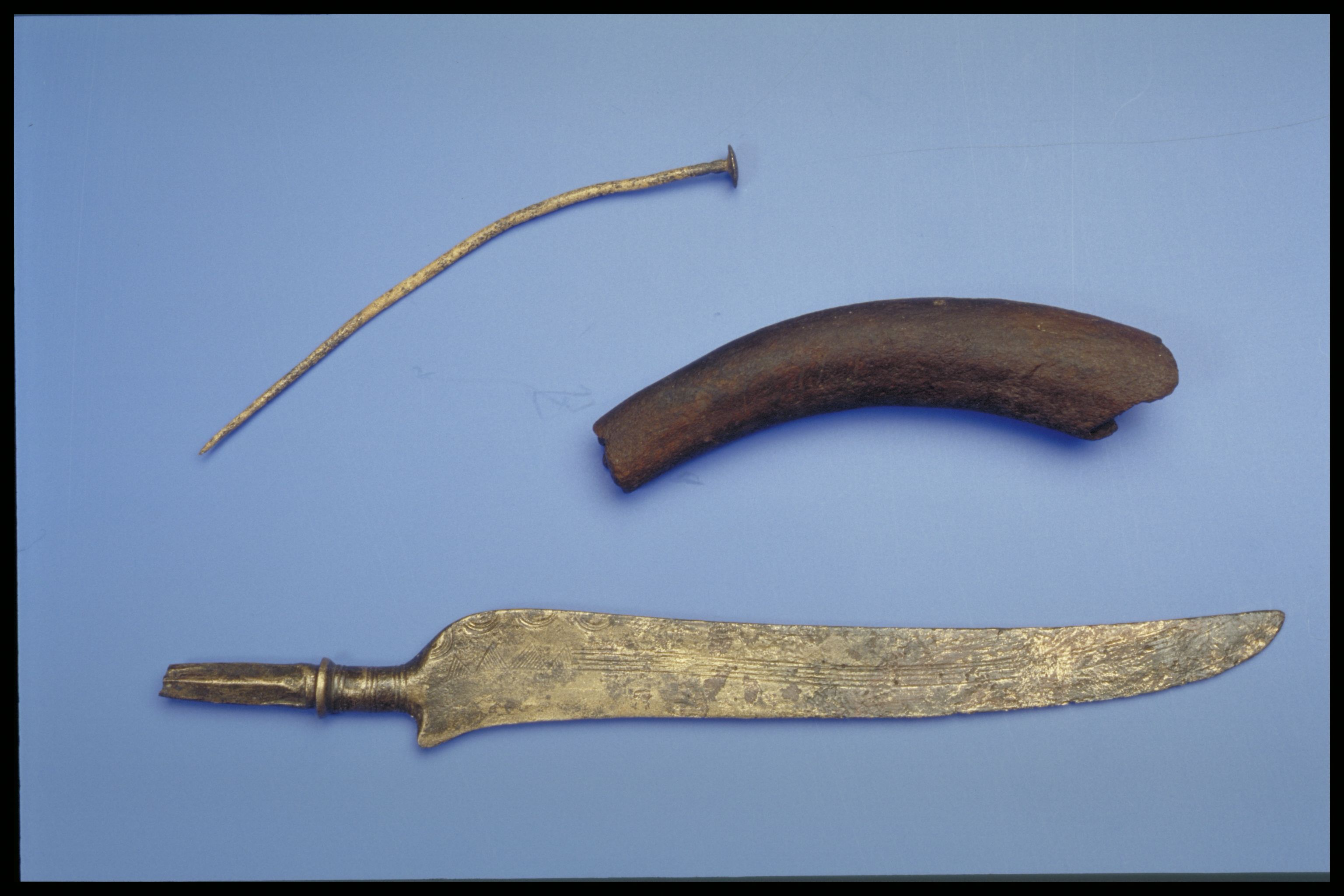
Funde aus der Spätbronzezeit: Geweihgriff, Gewandnadel, Bronzemesser
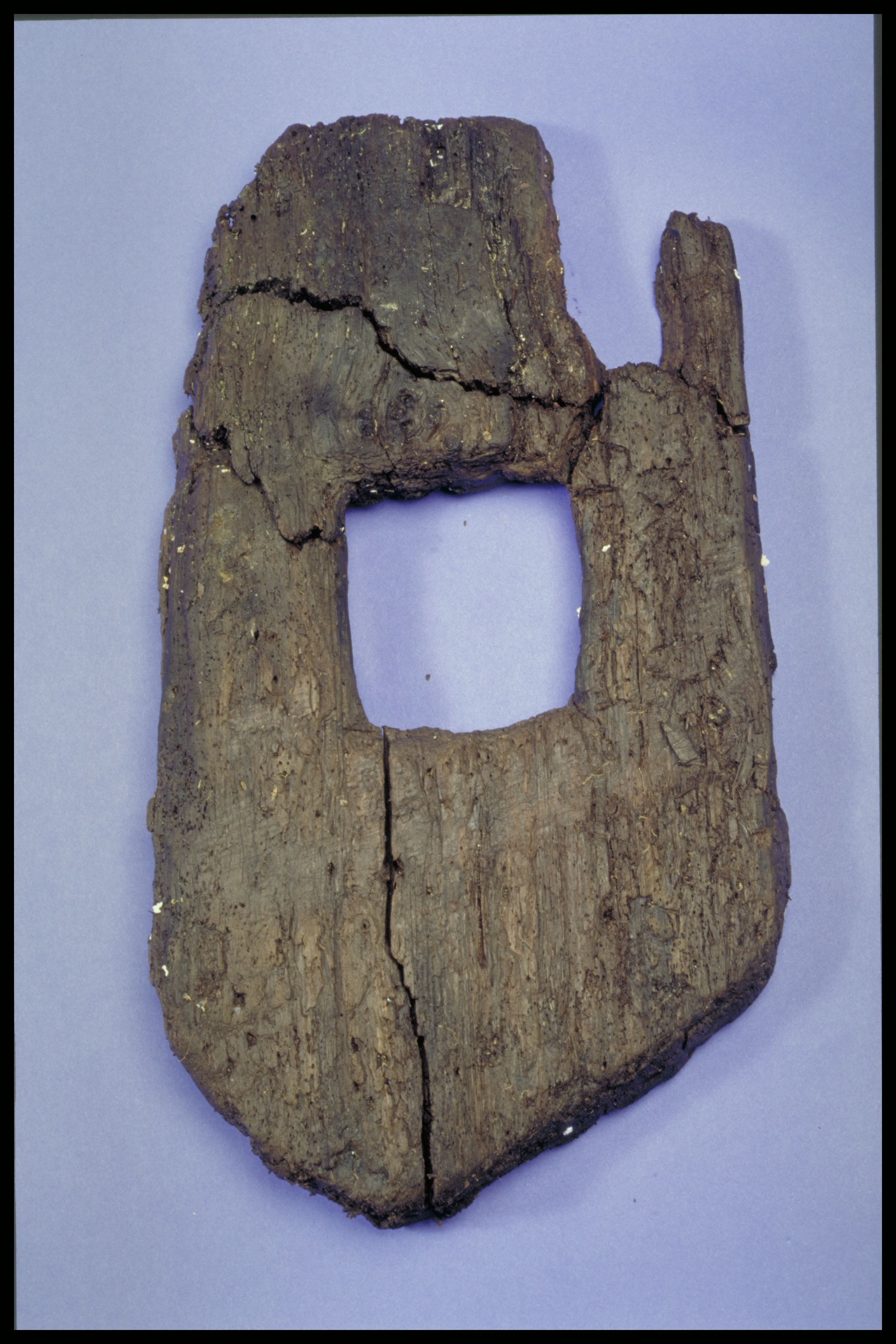
Sog. Pfahlschuh, der unter den Pfählen angebracht wurde und das Einsinken verhinderte

## Trockenrisse in den Pfählen
Bemerkenswerterweise weisen die bronzezeitlichen Pfähle in 80 cm Tiefe Trockenrisse auf. Vermutlich waren sie also über die Jahrhunderte immer wieder trockengefallen und sind sicher auch entsprechend tief hinunter verfault. Da der Hallwilersee keine nennenswerten jährlichen Schwankungen aufweist, können sie nicht bei winterlichem Niedrigwasser entstanden sein. Demgegenüber bewirkte eine Mühle, die seit dem Mittelalter nahe dem Ausfluss beim Schloss Hallwyl steht, dass der Hallwilersee um ca. 80 cm anstieg. Es ist deshalb anzunehmen, dass die Pfähle erst mit dem Bau des Mühlenwehrs wieder dauerhaft unter Wasser gerieten.

## Der Siedlungstyp Seeufersiedlung

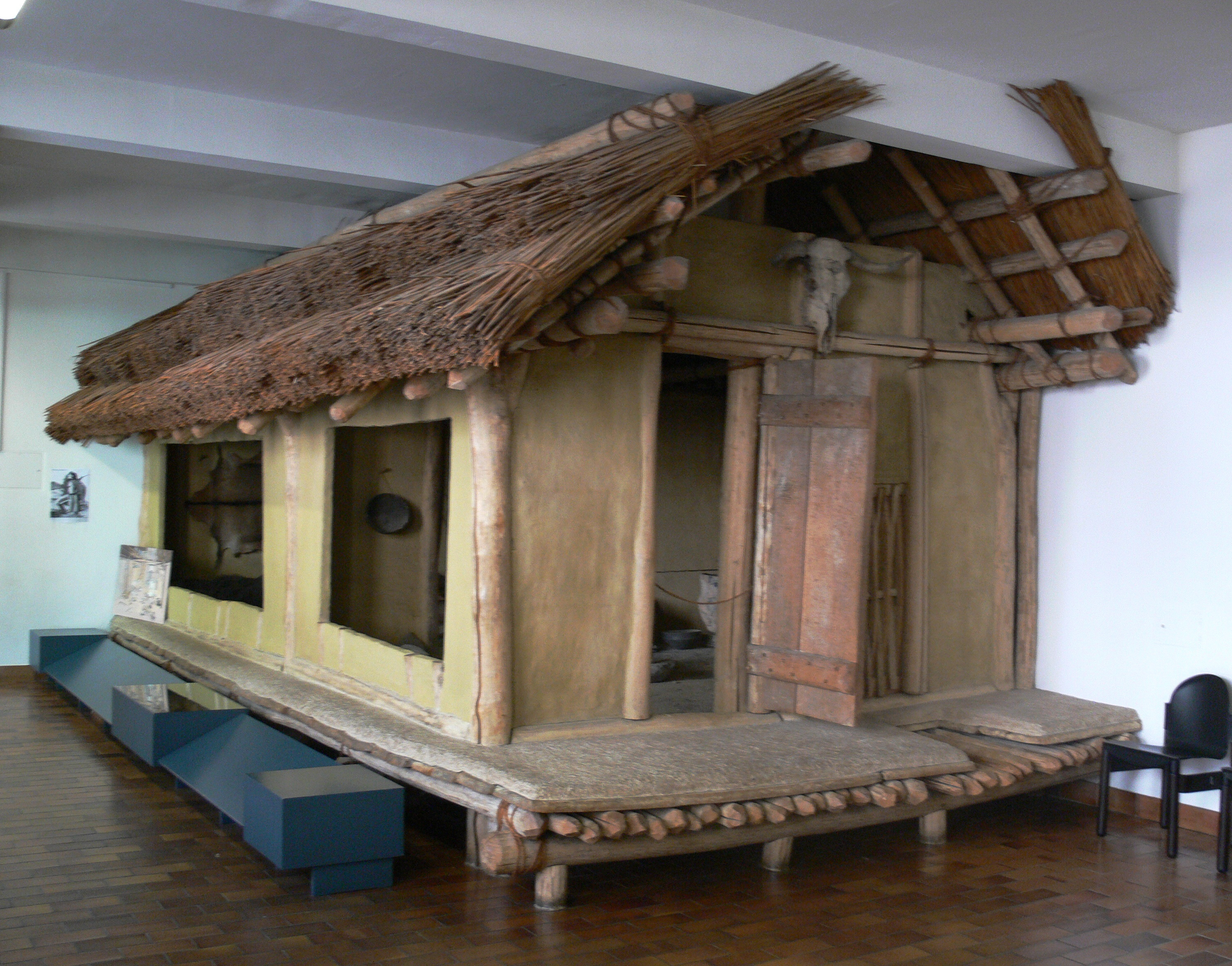
Rekonstruktion eines bronzezeitlichen Pfahlbaus im Museum zu Allerheiligen (Schaffhausen)

Bei Seeufersiedlungen handelt es sich um archäologisch besonders wertvolle Fundstellen, da im Feuchtbodenmilieu Hinterlassenschaften aus organischem Material erhalten bleiben, beispielsweise Bauhölzer und organische Abfälle die z. B. bei Zubereitung und Verzehr von Nahrung entstehen (siehe Erhaltungsbedingungen für organisches Material). Die Holzbauten lassen sich mittels Dendrochronologie besonders gut datieren. Allerdings sind die Kulturschichten sehr empfindlich und durch verschiedene menschliche und natürliche Einflusse bedroht.
Der Siedlungstyp der Seeufersiedlung tauchte in der frühen Jungsteinzeit um 4500 v. Chr. auf und verschwand am Ende der Bronzezeit um 850 – 800 v. Chr. Er war an Seeufern und in Moorgebieten beiderseits der Alpen verbreitet. Die grösste Anzahl fand sich im Schweizer Mittelland. Es handelt sich bei den jungsteinzeitlichen und bronzezeitlichen Siedlungsresten um Dörfer, die von den ersten Ackerbauern und Viehzüchtern in dieser Region errichtet wurden (siehe Neolithische Revolution).
Ein Hauptgrund, warum die jungsteinzeitlichen und bronzezeitlichen Bauern ihre Dörfer auf trockengefallenen Strandplatten von Seen oder Moorgebieten errichteten, dürfte die Suche nach einer dauerhaften Wasserstelle in Zeiten relativer Trockenheit gewesen sein. Ausserdem dürfte der weiche, kaum bewachsene Baugrund ein Anreiz gewesen sein, da er es erlaubte, Holzpfähle in den Boden zu rammen, die Dach und Wände der Häuser trugen.
Stieg der Seespiegel infolge einer Klimaverschlechterung an, wurde die überschwemmte Siedlung aufgegeben bzw. in ein höhergelegenes Gebiet verlegt. Die Kulturschicht und die organischen Reste wurden dann durch das Wasser und den Schlick konserviert.

## UNESCO-Welterbe «Prähistorische Pfahlbauten um die Alpen»
Am 27. Juni 2011 hat die UNESCO 111 Fundstellen aus 6 Ländern Deutschland, Italien, Frankreich, Slowenien, Österreich und der Schweiz als «Prähistorische Pfahlbauten um die Alpen» in die Weltkulturerbeliste aufgenommen. In der Schweiz sind es 56 Fundstellen aus der Jungstein- und Bronzezeit. Für den Kanton Aargau sind dies die beiden Siedlungsstellen Seengen-Riesi und Beinwil-Ägelmoos.
Es werden insbesondere zwei wichtige Forschungsschwerpunkte hervorgehoben:
- Seeufersiedlungen liefern Erkenntnisse über die Beziehungen von Umwelt und Bevölkerung über einen Zeitraum von rund 4000 Jahren, insbesondere die Reaktionen der Bevölkerung auf Klimaschwankungen.
- Die Zeugnisse liefern Erkenntnisse über die sozialen Beziehungen zwischen verschiedenen identifizierten Kulturen. Das betrifft sowohl die Ufersiedlungen untereinander als auch der materielle und immaterielle Austausch mit anderen Kulturen auf dem europäischen Kontinent.